# Nomada sheppardana
Nomada sheppardana ist eine Biene aus der Familie der Apidae. Es gibt Autoren, die betrachten Nomada minuscula als Zwergform von Nomada sheppardana, die ein anderes Beutespektrum hat.

## Merkmale
Die Bienen haben eine Körperlänge von fünf bis sieben (Weibchen) beziehungsweise vier bis sieben Millimetern (Männchen). Der Kopf und Thorax der Weibchen ist schwarz und ist rot gezeichnet. Die Tergite sind basal schwarz und sonst rot. Sie haben breite, glänzende Hinterränder. Das Labrum ist rot und ist vorne mit Zähnchen versehen und hat glänzende Zwischenräume zwischen den punktförmigen Strukturen. Das dritte Fühlerglied ist gleich lang wie das vierte. Das letzte Fühlerglied ist heller als die restlichen Glieder. Das sichtlich gehöckerte Schildchen (Scutellum) hat zwei rote Flecken. Die Schienen (Tibien) der Hinterbeine sind am Ende stumpf und haben neben einem langen Borstenhaar zahlreiche kleine, teilweise übereinander stehende kleine Dornen. Der Kopf und Thorax der Männchen ist schwarz und nur leicht gelb gezeichnet. Der Hinterleib ist schwarz und hat große gelbe Flecken. Das Labrum variiert von gelb bis nahezu komplett schwarz und hat glänzende Zwischenräume zwischen den Punkten. Das dritte Fühlerglied ist kürzer als das vierte. Das Schildchen ist schwarz und hat an den Seiten dreieckige gelbe Lappen. Die Schenkel (Femora) der Hinterbeine haben unten basal eine Haarfranse. Die Schienen der Hinterbeine sind am Ende stumpf und haben ein oder zwei kleine Dornen.

## Vorkommen und Lebensweise
Die Art ist in Süd- und Mitteleuropa und in England verbreitet. Die Tiere fliegen in zwei Generationen von Mitte März bis Ende August. Sie parasitieren Lasioglossum nitidiusculum und Lasioglossum sexstrigatum, vermutlich auch andere der kleinen Lasioglossum-Arten.

## Belege
- Felix Amiet, M. Herrmann, A. Müller, R. Neumeyer: Fauna Helvetica 20: Apidae 5. Centre Suisse de Cartographie de la Faune, 2007, ISBN 978-2-88414-032-4.